# 元亀の変
元亀の変（げんきのへん）とは、元亀元年（1570年）4月に伊達氏にて発生した内紛。これによって伊達晴宗・輝宗政権を支えた中野宗時一族が没落した。

## 伊達晴宗と輝宗の対立
天文の乱によって父・稙宗を隠退に追い込んだ伊達晴宗は中野宗時・桑折景長という2人の重臣に支えられ、国内を固めると共に室町幕府から奥州探題に任命されるなど、伊達氏の勢力立て直しを進めた。
その後、永禄9年（1564年）頃に晴宗は輝宗に家督を譲ったが、家中の実権は自身が握ったままであったために両者に対立が生じた。晴宗が米沢城郊外の新川に隠居館を造営しようとするのを輝宗が妨害したり（そのため、晴宗は杉妻城を隠居城にした）、輝宗が反乱を起こした田手宗光の討伐をしようとするのを晴宗が反対したりした。更に輝宗は晴宗の反対を押し切って、妹の彦姫を自分の養女として蘆名盛氏の嫡男盛興に嫁がせ、秘かに盛氏からは晴宗と輝宗が争った際には輝宗の味方になる約束を取り付けていた。

## 中野宗時・牧野久仲父子の出奔
元亀元年4月、輝宗の元に家臣の新田景綱が中野宗時の孫婿にあたる息子の新田義直を捕らえてきて、中野一族に謀反の疑いがあると告発した。輝宗は景綱と小梁川宗秀に命じて、中野宗時と息子の牧野久仲がいた小松城の攻撃を命じた。突然の攻撃になすすべも無かった中野一族は兵500騎を率いて相馬氏の下に出奔するが、これを阻止しようとしたのは亘理元宗ら一部の家臣のみで、小梁川盛宗・白石宗利・田手宗光らはこれを見逃した。輝宗は宗時を討ち取りたいと考えていたが、中野宗時の旧臣で輝宗に取り立てられてその腹心となっていた遠藤基信が伊達郡・信夫郡にいる一族・家臣の動向が分からないので無思慮に動くべきではないと諫言したためにその意見に従った。また、小梁川盛宗らも晴宗の懇願で赦免されることになった。また、晴宗やその弟の実元は中野一族の赦免を求めたが、中野家はそのまま断絶となった。代わって小松城には輝宗に従った桑折景長が入っている。

## 備考
『伊達正統世次考』・『伊達治家記録』など近世仙台藩の編纂史料では中野宗時が下剋上を図ったと記され、また晴宗・輝宗父子の対立も中野宗時・牧野久仲らの策謀とされている。しかし、仙台藩では晴宗の御家騒動に関する事績（天文の乱における父との対立・元亀の変をめぐる嫡男との対立）は仙台藩を揺るがせて史料編纂を行わせる一因ともなった伊達騒動における伊達綱宗と重ね合わされ、晴宗を暗君、それを支えた中野宗時・桑折景長を姦臣とする歴史観が形成されたと言われている（中野氏は勿論、桑折氏も宗家は宇和島藩に着けられ、残された分家は同氏の血を引く原田宗輔が伊達騒動の首謀者とされたことで処分され、史料編纂が行われた元禄期には共に御家断絶となっていた）。実際には前述のように父子対立は晴宗側だけでなく、輝宗側からも引き起こされており、その原因も性格の違いや政治方針のずれなどに求められる。晴宗も輝宗も所謂「戦国大名化」を目指してはいたが、晴宗は天文の乱の経緯から中野宗時ら自分を支持する大身に配慮する方針を取らざるを得なかったのに対し、輝宗はそれを押さえて大名権力の強化を図ろうとしていた。輝宗の抑圧の対象になったのは大身や一定の独自の権限を許されていた辺境の領主たちであり、中野一族を見逃した家臣の中にもそうした地位の者が多かった。これに対して討伐に積極的に参加した者や輝宗のために自重を献策した遠藤基信らは輝宗が登用した新参や庶流、小領主出身者が多かったとされている。中野宗時・牧野久仲父子は伊達氏内部では晴宗側の立場にありながら輝宗の家督相続後はその執政として晴宗の抑圧にも関わるなど複雑な立場にあり、外部からは輝宗の義父である最上義守より父子間和平の仲介を依頼されるなど重きをなす存在であったが、輝宗が集権路線を進める過程で最終的には反旗を翻さざるを得なかったとみられている。そして、輝宗が遠藤基信や晴宗の意見に従って中野一族の出奔を認め、関係した者を許したのも、中野の率いる500騎の軍勢に更に輝宗に不満を持つ一族・家臣が同調する動きがあり、さらに晴宗を擁立して第二の「天文の乱」が惹き起こされる可能性を危惧されたからと考えられている。
結果的に「元亀の変」が大規模な争乱に発展する事態が回避され、また家中屈指の大領主で執政でもあった中野宗時一族が消えたことで、晴宗に代わる輝宗の支配は安定化し、長く続いた伊達氏の内紛は収斂を迎えて次の政宗の時代に引き継がれていくことになる。